# (21803) 1999 TC7
1999 تي سي 7 (ويعرف أيضًا باسم (21803) 1999 تي سي 7 وفق تسمية الكوكب الصغير) (بالإنجليزية: 1999 TC7)‏ هو كويكب ضمن حزام الكويكبات؛ وترتيبه 21803 من حيث الاكتشاف.
اكتُشف هذا الجُرم الفلكي بواسطة كورادو كورليفيتش في 6 أكتوبر 1999.

## وصلات خارجية
- (21803) 1999 TC7 في قاعدة بيانات مختبر الدفع النفاث لأجرام النظام الشمسي الصغيرة

- الاكتشاف · مخطط المدار ·  العناصر المدارية · المعلمات المادية

- (21803) 1999 TC7 على موقع ويكي سكاي: DSS2, SDSS, GALEX, IRAS, Hydrogen α, X-Ray, Astrophoto, Sky Map, Articles and images